# Crematogaster udo
Crematogaster udo är en myrart som beskrevs av Auguste-Henri Forel 1905. Crematogaster udo ingår i släktet Crematogaster och familjen myror. Inga underarter finns listade i Catalogue of Life.